# Nils Johan Berlin
Pour les articles homonymes, voir Berlin (homonymie).
Nils Johan Berlin (Nils Johannes Berlin), né le 18 février 1812 à Härnösand et mort le 27 décembre 1891 à Stockholm, est un chimiste suédois et un médecin. 

## Biographie
Il devient professeur de chimie à l'Université de Lund en 1845. En 1862 l'université lui offre le poste dans le service médical et qu'il accepte. Berlin a été membre de l'Académie royale des sciences de Suède à partir de 1844. Le minéral berlinite est nommé d'après lui.